# 麥嘉緯
麥嘉緯（1983年12月2日—），香港電台節目主持。

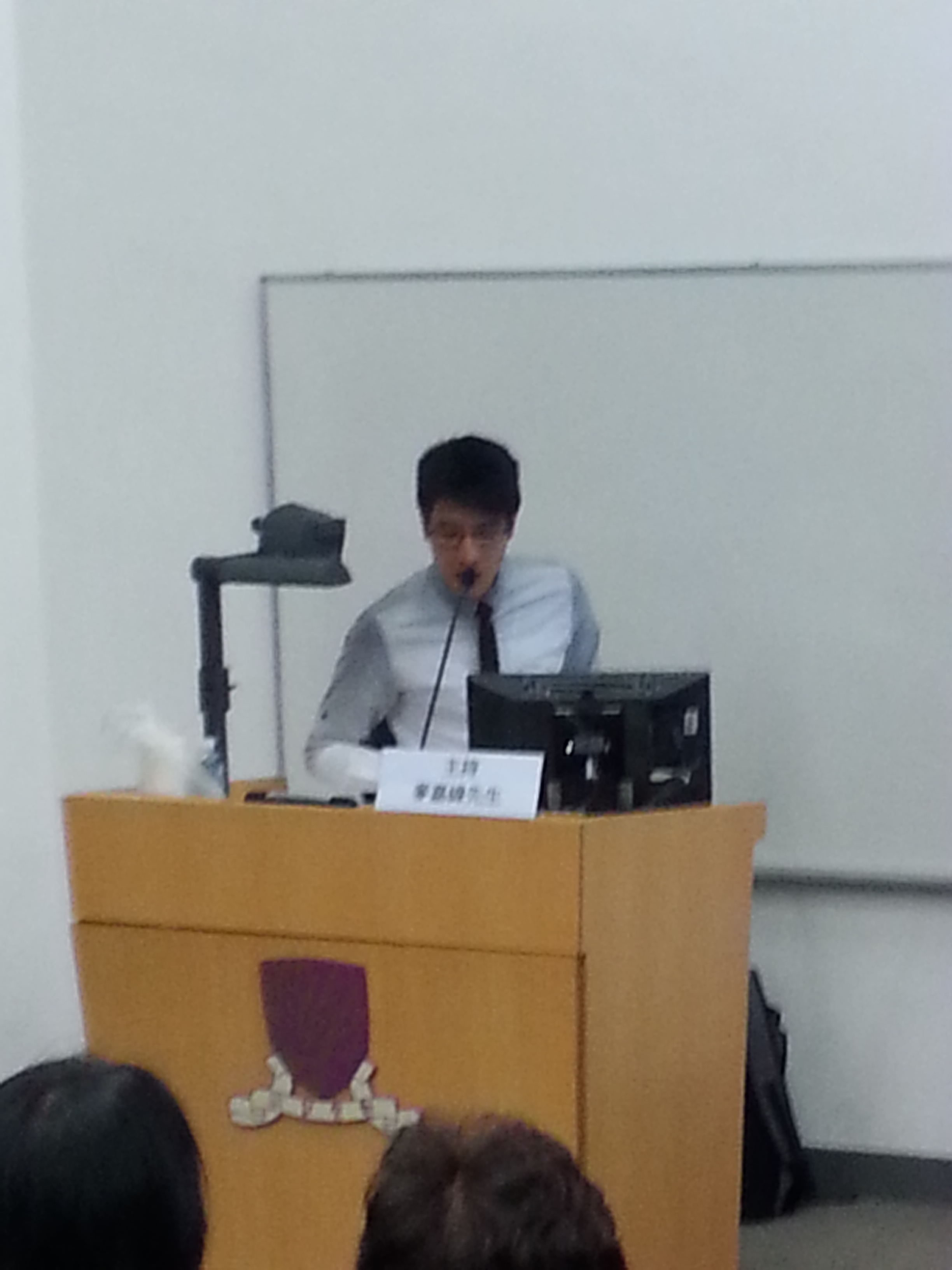
麥嘉緯主持論壇中

早年就讀伊利沙伯中學，後來入讀香港大學法律系，畢業後修讀新聞碩士。其後曾任職《經濟日報》編輯，2008年加入港台。曾經擔任《左右紅藍綠》主持，《星期五主場》主持，以及立法會選舉論壇主持。現為香港電台電視節目《視點31》、《早辰。早晨》和《躁動時代》節目主持。